# Vladaya Saddle
Vladaya Saddle är ett bergspass i Antarktis. Det ligger i Sydshetlandsöarna. Argentina, Chile och Storbritannien gör anspråk på området. Vladaya Saddle ligger 1 000 meter över havet.
Terrängen runt Vladaya Saddle är kuperad åt sydväst, men åt nordost är den bergig. Havet är nära Vladaya Saddle åt sydost. Trakten är glest befolkad. Närmaste befolkade plats är St. Kliment Ohridski Base, 10,5 kilometer nordväst om Vladaya Saddle. 